# Resolució 37 del Consell de Seguretat de les Nacions Unides
La Resolució 37 del Consell de Seguretat de les Nacions Unides, aprovada el 9 de desembre de 1947, va adaptar la secció de normes de procediment per al Consell de Seguretat, que regia les condicions de sol·licitud d'adhesió a nous membres.
La resolució va ser adoptada sense necessitat de votació.